# Джорджевич, Властимир
Властимир Джорджевич (серб. Властимир Ђорђевић, Vlastimir Đorđević, родился 17 ноября 1948 года в Кознице) — генерал-полковник в отставке, бывший начальник Управления общественной безопасности МВД Сербии.

## Биография
Родился в деревне Козница (община Владичин-Хан, Сербия) в 1948 году. Окончил юридический факультет Белградского университета. Начинал службу в милиции СФРЮ, работал помощником в группе экспертов-криминалистов в Заечаре, затем стал оперуполномоченным. Позднее Джорджевич командовал подразделениями МВД в Косове. После распада СФРЮ он вернулся в Белград. В 1994 году после реорганизации назначен начальником Управления милиции Югославии. С 1997 по 2001 годы возглавлял отдел общественной безопасности МВД Югославии. В 1997 году произведён в генерал-полковники (ранее имел звание генерал-лейтенанта). Награждён 7 июля 1999 года по указу Слободана Милошевича Орденом Югославского флага с лентой (I степени).
После ухода с поста главы отдела общественной безопасности Джорджевич остался работать советником в МВД, а в мае 2001 года ушёл на пенсию после того, как в его адрес стали поступать обвинения в торговле органами, изъятыми из тел косовских албанцев, убитых во время Косовской войны. Джорджевич вскоре покинул страну: долгое время предполагалось, что он скрывается в России. В октябре 2003 года Международный трибунал по бывшей Югославии Джорджевича в совершении преступлений против косовских албанцев в 1999 году, отметив, что он как глава отдела общественной безопасности МВД нёс ответственности за все действия подчинённых ему частей, находившихся в Косово. В августе 2006 года в Белграде возбудили другое уголовное дело в отношении Джорджевича: он обвинялся в том, что 9 июля 1999 года отдал приказ о ликвидации братьев Битичей, имевших паспорта граждан США.
17 июня 2007 года Джорджевича арестовали в черногорской Будве. Рассмотрение дела МТБЮ началось в январе 2009 года, а 23 февраля 2011 года Джорджевич был приговорен к 27 годам лишения свободы: его признали виновным по всем пяти пунктам обвинения. 27 января 2014 года после рассмотрения апелляции суд снизил наказание до 18 лет лишения свободы.